# Хајланд Парк (Мичиген)
Хајланд Парк (Мичиген) (енгл. Highland Park) град је у америчкој савезној држави Мичиген. По попису становништва из 2010. у њему је живело 11.776 становника.

## Демографија
Према попису становништва из 2010. у граду је живело 11.776 становника, што је 4.970 (29,7%) становника мање него 2000. године.
| Група             | 2000.          | 2010.          |
| Белци             | 668 (4,0%)     | 347 (2,9%)     |
| Афроамериканци    | 15.648 (93,4%) | 11.012 (93,5%) |
| Азијати           | 41 (0,2%)      | 47 (0,4%)      |
| Хиспаноамериканци | 95 (0,6%)      | 156 (1,3%)     |
| Укупно            | 16.746         | 11.776         |